# Zamek Ortenburg w Budziszynie
Zamek Ortenburg w Budziszynie (niem. Ortenburg, Bautzen) – zabytkowy zamek w Budziszynie (Saksonia).
Ortenburg był rodową siedzibą rodziny Milzen. Król Henryk I Ptasznik (876–936) sfinansował budowę zamku w 928 i rozpoczął stawianie muru pierścieniowego. Jego syn Otton I Wielki (912–973) ukończył prace. W 1018 w warowni zawarto pokój w Budziszynie między Świętym Cesarstwem Rzymskim a Polską. W 1158, kiedy Łużyce przeszły jako lenno do Czech, Castrum Budissin stał się centrum administracyjnym. Od końca XIII w. do końca XVII w. był siedzibą wójta; następnie do XIX w. górnołużyckiego urzędu. Zachowane fortyfikacje zamku pochodzą z XV w. Po pożarach miasta w latach 1401 i 1441 przeprowadzono rozbudowy i remonty. W 1479 zamek został przyznany królowi Węgier i Czech Maciejowi Korwinowi (1443–1490), który w latach 1483-1486 nakazał przebudowę Ortenburga. Z tego czasu pochodzi również wieża bramna Macieja nazwana na cześć króla. Do czasu rozebrania murów miejskich w XVIII w., brama była jedynym wejściem do zamku. Na wieży umieszczono płaskorzeźbę przedstawiającą króla Macieja. W szczycie (frontonie) umieszczono dwa herby, pochylone względem siebie, Węgier i Dalmacji (po lewej) oraz Czech i Moraw (po prawej). Na bocznych płycinach znajduje się siedem herbów: po lewej stronie Galicji, rodu Hunyady, Luksemburga, po prawej: Styrii, Austrii, Śląska i Dolnych Łużyc. W czasie wojny trzydziestoletniej zamek został dwukrotnie poważnie zniszczony przez pożar. Prace rekonstrukcyjne trwały długo i zostały ukończone w 1698. W XVII w. zakończono budowę domu sędziego (1649), a pod koniec XVIII w. dobudowano spichlerz, budynek magazynowy oraz warzelnię soli, która w 1869 została przebudowana na sąd.

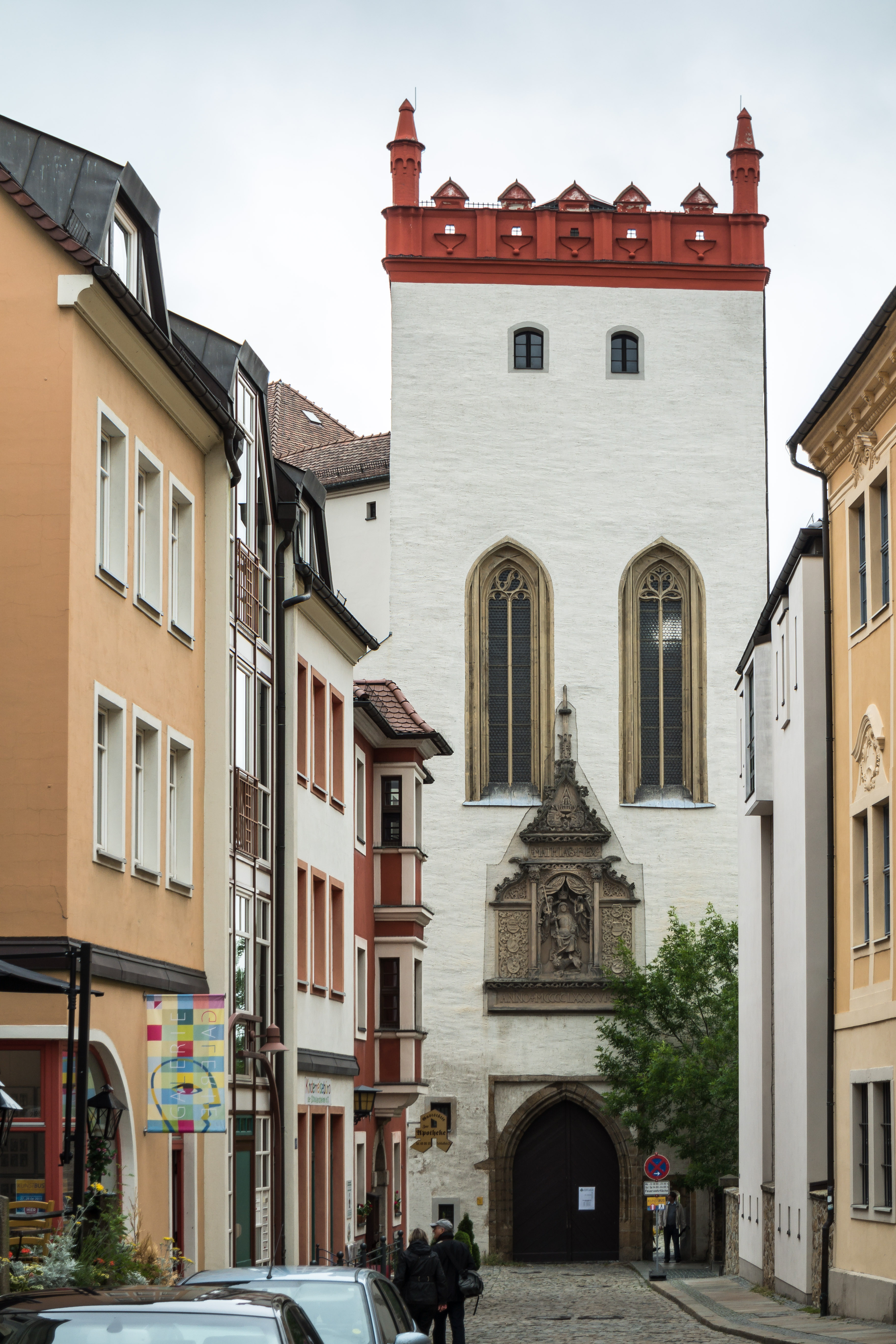
Wieża wybudowana przez Macieja
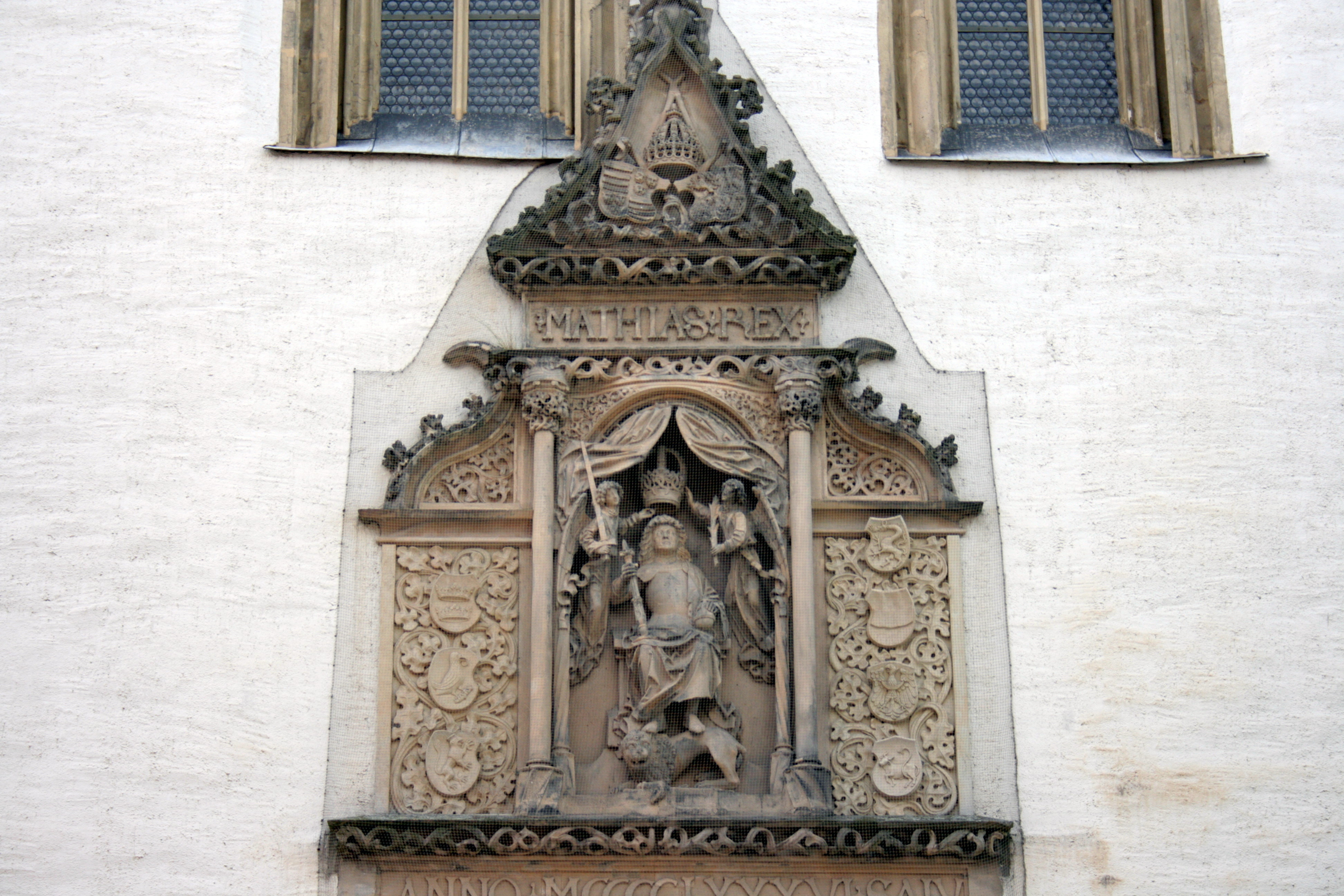
Płaskorzeźba z Maciejem